# Ranma contro la leggendaria fenice
Ranma contro la leggendaria fenice (らんま１／２ 超無差別決戦！ 乱馬チームVS伝説の鳳凰?, Ranma ½: Chō musabetsu kessen! Ranma Team vs densetsu no hō-ō) è il terzo dei tre film cinematografici ispirati ai personaggi di Ranma ½ creati da Rumiko Takahashi. Il titolo internazionale con cui è stato distribuito è Ranma ½: One Grew Over the Kuno's Nest, parodia del titolo del film Qualcuno volò sul nido del cuculo. In Italia è stato pubblicato su VHS e DVD dalla Dynit.
Nonostante il film sia stato effettivamente trasmesso nelle sale cinematografiche giapponesi, spesso la pellicola viene erroneamente considerata un OAV, a causa della sua breve durata.
La storia del film, a differenza dei precedenti, è basata su un episodio del manga incluso nei capitoli 301-302 del volume.29, La terribile Ho-oh ken.

## Trama
Per una curiosa serie di circostanze l'uovo di una fenice si è schiuso sulla testa di Kuno, e quindi il senpai con in testa il potente uccello è diventato imbattibile. Per fare sì che l'uccello vada via, bisogna farlo crescere il più in fretta possibile dandogli delle pillole speciali. Tuttavia la fenice diventa di dimensioni incredibili (rimanendo pur sempre attaccato sulla testa di Kuno), e vola sulla città distruggendo edifici e qualunque cosa gli si pari di fronte. Sarà necessaria l'unione delle forze di Ranma, Akane, Ryoga, Shampoo e Ukyo perché finalmente l'uccello lasci Kuno e vada via.